# Степанци (Чашка)
Степанци (мкд. Степанци) су насеље у Северној Македонији, у средишњем државе. Степанци припадају општини Чашка.

## Географија
Степанци су смештени у средишњем делу Северне Македоније. Од најближег већег града, Велеса, насеље је удаљено 35 km јужно.
Насеље Степанци се налази у историјској области Азот. Насеље је смештено у долини притоке реке Бабуне. Југозападно од насеља издиже се планина Бабуна. Надморска висина насеља је приближно 460 метара.
Месна клима је континентална.

## Становништво
Степанци су према последњем попису из 2002. године били без становника.
Претежно становништво у насељу били су етнички Македонци.
Већинска вероисповест било је православље.